# مرسيدس فيرير
مرسيدس فيرير (بالإسبانية: Mercedes Ferrer)‏ هي مغنية إسبانية، ولدت في 1963 في مدريد في إسبانيا.

## وصلات خارجية
- مرسيدس فيرير على موقع IMDb (الإنجليزية)
- مرسيدس فيرير على موقع ميوزك برينز (الإنجليزية)
- مرسيدس فيرير على موقع ديسكوغز (الإنجليزية)